# Jesús Valdés-Reyna
Jesús Valdés-Reyna (1948-2024) fue un botánico y profesor mexicano, especialista en la familia de las poáceas.
Fue investigador en el "Instituto de Biología", Departamento de Botánica, con la especialidad: Agrostología y Recursos Naturales, Universidad Autónoma Agraria "Antonio Narro", México. Fue considerado uno de los mejores dentro de su área.  

## Obras
- Valdes-Reyna, j., s.l. Hatch. 1991. Lemma Micromorphology in the Eragrostideae (Poaceae). Sida, 14: 531-549
- Dávila a., p.r. Lira s., Jesús Valdés Reyna. 2004. Endemicspecies of grasses in México: A phytogeographic approach. Jour. Biodiversity and Conservation 13 : 1101-1121

### Libros
- 1977. Gramíneas de Coahuila: lista de especies (con nombres y símbolos) : clave para los géneros. Volumen 3, N.º 11 de Monografía técnico científica. Ed. Universidad Autónoma Agraria "Antonio Narro". 1.018 pp.
- 1977. Grasses of Chihuahua, Mexico. Ed. University of Wyoming. 512 pp.
- j. Santos Sierra, Jesús Valdés Reyna, ricardo Vásquez Aldape. 1981. Gramíneas del Rancho Los Angeles: identificación por sus características vegetativas. Ed. Universidad Autónoma Agraria "Antonio Narro". 68 pp.
- 1985. A biosystematic study of the genus Erioneuron Nash (Poaceae, Eragrostideae). Ed. Texas A&M University. 356 pp.
- g. gloria H., Jesús Valdés-Reyna, l. Pérez R.. 1995. Plantas tóxicas para el ganado en Coahuila, México. Ed. Universidad Autónoma Agraria "Antonio Narro". 40 pp.
- Peterson, paul m., robert d. Webster, Jesús Valdes-Reyna. 1997. Genera of New World Eragrostideae (Poaceae: Chloridoideae). Smithsonian Contributions to Botany 87, 50 pp. 1 tabla
- Jesús Valdés-Reyna, mary e. Barkworth. 2002. Poaceae II: Pooideae: Tribu Stipeae. Volumen 127 de Flora de Veracruz. Ed. Instituto de Ecología. 28 pp. ISBN 9707090103
- Jesús Valdés-Reyna, kelly w. Allred, Jerzy Rzedowski, graciela Calderón de Rzedowski. 2005. Familia Gramineae, subfamilia Aristidoideae, Volumen 137. Flora del Bajío y de regiones adyacentes. Ed. Instituto de Ecología A.C., Centro Regional del Bajío. 46 pp. ISBN 9707090723
- dávila a.p., m. t. Mejía-Sanlés, m. Gómez s., j. Valdés Reyna, j.j. Ortíz, c. Morín, j. Castrejón, a. Ocampo. 2006. Catálogo de las Gramíneas de México. UNAM-CONABIO, México D. F. 671 pp.

- La abreviatura «Valdés-Reyna» se emplea para indicar a Jesús Valdés-Reyna como autoridad en la descripción y clasificación científica de los vegetales.[1]